# مشلحة (جازان)
قرية مشلَّحة، إحدى قرى منطقة جازان وهي قرية سكنية تابعة لبلدية محافظة صبيا جنوب غرب المملكة العربية السعودية، تبعد 36 كم باتجاه الشمال الشرقي من مدينة صبيا.

## الموقع
تطل مشلحة على أحد فروع وادي بيش الذي يمر من الجهة الشمالية للقرية، وتبعد حوالي 75 كيلومترا بالاتجاه الشمالي الشرقي من مدينة جازان، عند خط طول 42 درجة وخط العرض 17 درجة.

## القنبره
- طناطن
- هيجة
- جر جبريل
- جر مسعود

## وصلات خارجية
- بيانات المجلس البلدي من الأمانة العامة لشؤون المجالس البلدية.
- حصر الخدمات بالمدن والقرى بمنطقة جازان. نسخة محفوظة 25 يناير 2020 على موقع واي باك مشين.
- دليل الخدمات بمنطقة جازان.
- مصلحة الإحصاءات العامة والمعلومات.